# Scrancia tephraea
Scrancia tephraea är en fjärilsart som beskrevs av Bethune-Baker 1911. Scrancia tephraea ingår i släktet Scrancia och familjen tandspinnare. Inga underarter finns listade.